# 세 가지 색: 블루
《세 가지 색: 블루》(프랑스어: Trois couleurs : Bleu, 영어: Three Colours: Blue, 폴란드어: Trzy kolory. Niebieski)는 1993년 개봉한 프랑스의 드라마 영화이다. 크쥐시토프 키에슬로프스키 감독의 《세 가지 색》 삼부작 중 첫 번째 작품이다. 1993 베네치아 영화제에서 《숏 컷》과 함께 황금사자상을 수상했다. 

## 소개
프랑스 영화의 삼색 시리즈 중 첫 번째 작품이며 프랑스의 국기의 파랑에서 본따왔고 부제는 자유이다.

## 출연

### 주연
- 줄리엣 비노쉬
- 베누아 레전트
- 플로렌스 퍼넬
- 샤롯 베리
- 헬렌 벤상
- 필립 볼터
- 클로드 뒤네톤
- 위그 케스테

### 조연
- 엠마누엘 리바

## 한국어 더빙 성우진

### KBS (1996년 4월 28일)
- 송도영 - 줄리(줄리엣 비노쉬)
- 장정진 - 올리비에(베누아 레전트)
- 이근욱
- 강연숙
- 한수경
- 김새영
- 김정애
- 이봉준
- 윤병화
- 김민석
- 문일옥

### SBS (2003년 12월 31일)
- 서혜정 - 줄리(줄리엣 비노쉬)
- 송두석 - 몰리비에(베누아 레전트)
- 탁원제
- 박태호
- 최옥희
- 박신영
- 안종익
- 김영훈
- 차명화
- 조예신
- 이상헌

## 같이 보기
- 세 가지 색: 화이트
- 세 가지 색: 레드